# 20337 Naeve
20337 Naeve este un asteroid din centura principală de asteroizi.

## Descriere
20337 Naeve este un asteroid din centura principală de asteroizi. A fost descoperit pe 21 aprilie 1998 la Socorro, New Mexico, în cadrul proiectului LINEAR. Asteroidul prezintă o orbită caracterizată de o semiaxă mare de 2,27 ua, o excentricitate de 0,07 și o înclinație de 6,0° în raport cu ecliptica.